# Psidium celastroides
Psidium celastroides är en myrtenväxtart som beskrevs av Ignatz Urban. Psidium celastroides ingår i släktet Psidium och familjen myrtenväxter. Inga underarter finns listade i Catalogue of Life.